# Patanemo (Venezuela)
Pour les articles homonymes, voir Patanemo.
Patanemo est la capitale de la paroisse civile de Patanemo de la municipalité de Puerto Cabello dans l'État de Carabobo au Venezuela.